# Лунное (пирожное)

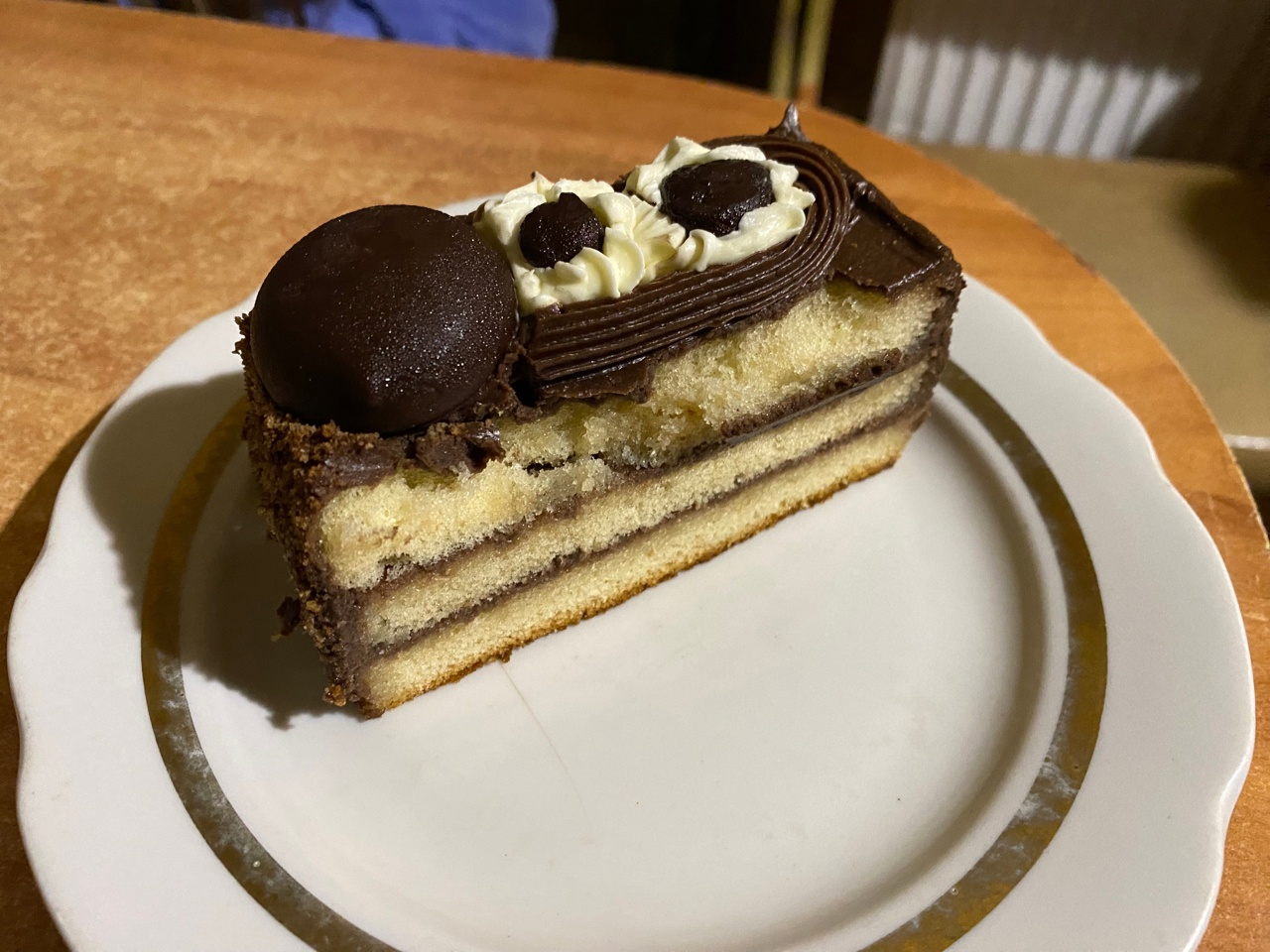
Пирожное «Лунное»

«Лунное» (Лунный) — десерт, состоящий из трёх пропитанных сиропом с коньяком слоёв бисквита, покрытых шоколадным кремом. Существует как порционное пирожное, так и как большой бисквитный торт.
По оценкам экспертов, торт является одной из легенд советской кулинарии.
Украшением десерта служат розочки из белого масляного и шоколадного крема, а также меренги в форме грибных шляпок-куполов.
Родиной десерта является Ленинград. История создания связана с технологом Викторией Львовной Татарской, которая с 1946 года работала в ленинградском филиале шоколадной фабрики «Норд» (с 1951 года — «Север»).